# محمد عثمان (لاعب كرة قدم)
 محمد عثمان (بالهولندية: Mohammed Osman) لاعب كرة قدم سوري من مواليد مدينة القامشلي يلعب حالياً في الدوري الهولندي الممتاز لصالح سبارتا روتردام ولمنتخب بلاده الأم سوريا ابتداءً من عام 2018.

## وصلات خارجية
- محمد عثمان على موقع الاتحاد الأوربي (الإنجليزية)
- محمد عثمان على موقع قاعدة بيانات كرة القدم.إي يو (الإنجليزية)
- محمد عثمان على موقع ناشيونال فوتبول تيمز (الإنجليزية)
- محمد عثمان على موقع Soccerway.com (الإنجليزية)
- محمد عثمان على موقع عالم كرة القدم.نت (الإنجليزية)